# Ko Chang
Ko Chang (andere Schreibweise: Koh Chang, Thai: เกาะช้าง, Aussprache: [kɔ̀ʔ tɕʰáːŋ]) ist eine Insel in der Provinz (Changwat) Trat in der Ostregion von Zentral-Thailand. Ko Chang ist auch eine Kleinstadt im Landkreis (Amphoe) Ko Chang der Provinz Trat. Die Entfernung zur Hauptstadt Bangkok beträgt etwa 315 km.
Ko Chang heißt wörtlich übersetzt „Elefanteninsel“, was auf die natürliche Form der Insel zurückzuführen ist.

## Geographie
Ko Chang liegt im Golf von Thailand an der Ostküste Thailands nahe der Grenze zu Kambodscha. Sie ist mit 217 km² nach Ko Phuket (492 km²) und Ko Samui (233 km²) die drittgrößte Insel Thailands.
Die Insel ist etwa 30 Kilometer lang und maximal 13 Kilometer breit. Höchste Erhebung: 744 m. ü. M., "Khao Salak Phet".

## Klima
Ko Chang weist ein tropisch-monsunales Klima mit drei Jahreszeiten auf:
- Kühle Jahreszeit (November – Februar)
- Warme Jahreszeit (März – Mai)
- Regenzeit (Juni – Oktober)

Die Durchschnittstemperaturen liegen bei 20 °C bis 33 °C. Die Niederschlagsmengen betragen 2600 mm bis 4000 mm.

## Tourismus
Die eher abseits der großen thailändischen Reiseziele gelegene Insel wird zunehmend touristisch erschlossen. Weiße Sandstrände, Korallenriffe zum Tauchen, Regenwald-Trekking und Sehenswürdigkeiten wie beispielsweise Wasserfälle sind Anziehungspunkte für Urlauber.
Auf der Insel gibt es keinen Flughafen, es verkehren regelmäßig Autofähren zum Festland. Der nächstgelegene Flughafen ist der Flughafen Trat.

## Fotos

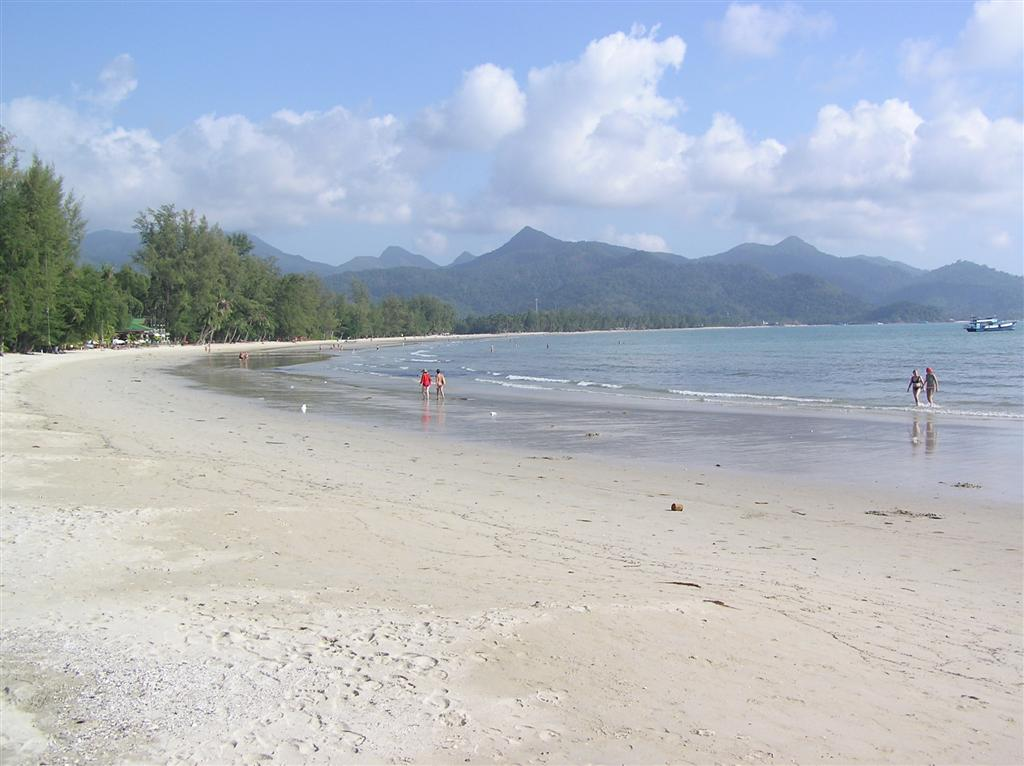
Khlong Phrao (Thai: หาดคลองพร้าว – Hat Khlong Phrao)
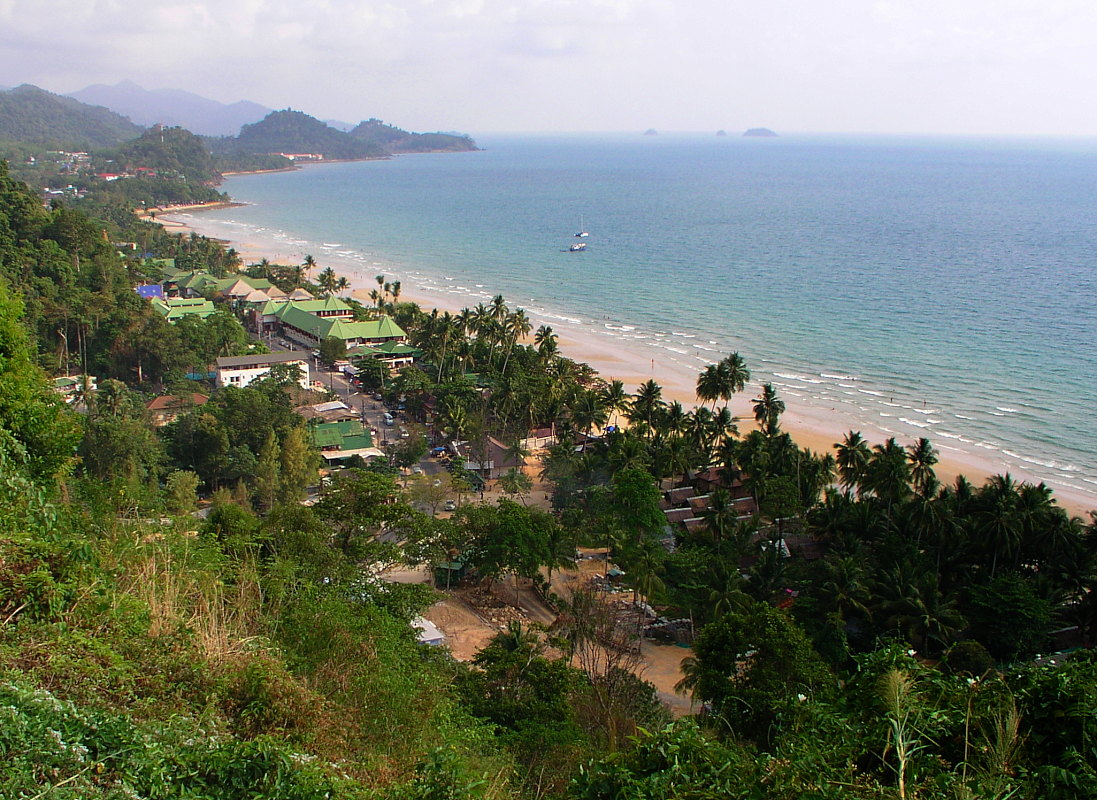
White Sand Beach (Thai: หาดทรายขาว – Hat Sai Khao)
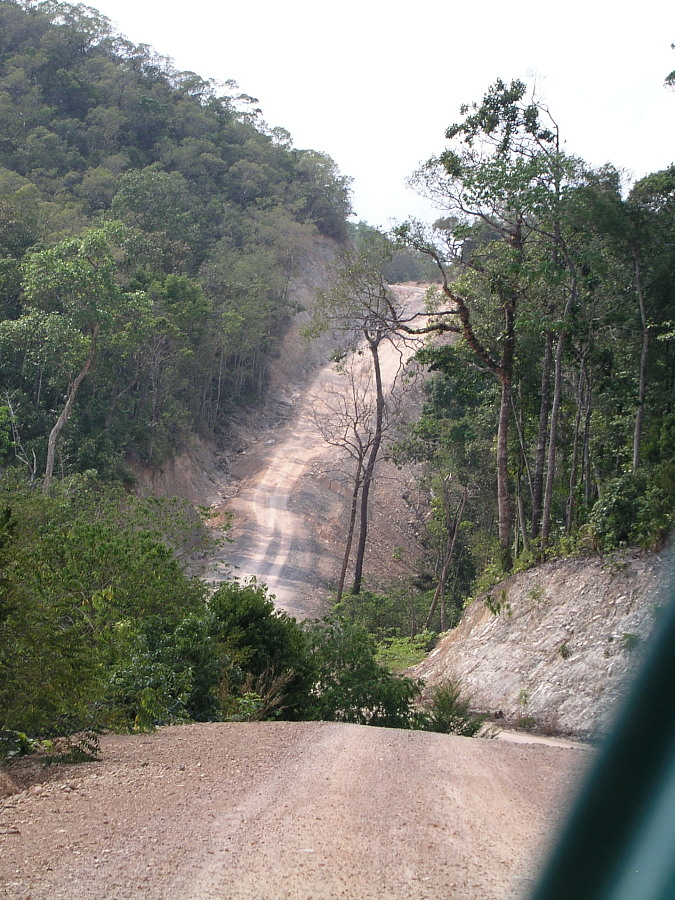
Ringstraße im Südosten